# M03 (Oekraïne)
De M03 is een autoweg in Oekraïne. De weg verbindt Kiev met de Donetsbekken-regio in het oosten van het land. De weg eindigt bij de grensovergang bij Dovzjansky, niet ver ten noorden van Rostov aan de Don. De weg is een van de belangrijkste wegen in het oosten van Oekraïne, het verbindt twee miljoenensteden, en een van de grootste industriële regio's van Europa. De weg is 868 kilometer lang.

## Verloop
De M03 begint in Kiev, met het knooppunt met de M04 op de westoever van de Dnjepr. De weg begint als autosnelweg met 2x3 rijstroken, maar verbreedt zich in Oost-Kiev naar 2x4 rijstroken. Het snelweggedeelte loopt tot aan de voorstad Boryspil, 27 kilometer ten oosten van Kiev. Na Borispil gaat de weg verder als vierstrooks hoofdweg. Het vierstrooksgedeelte wordt tijdelijk onderbroken in het stadje Pyrjatyn.
Na 336 kilometer komt men de eerste grote stad tegen; Poltava. Hier gaat de M03 ten zuiden langs. De volgende grote stad is Charkov. Hier vormt de M03 de noordelijke rondweg. Na Charkov buigt de weg af richting het zuidoosten. Na Charkov komt men in het Donbas industriegebied. Grotere steden als Izjoem, Slovjansk en Artjomovsk liggen op de route. Bij Debaltseve is de kruising met de M04 naar Donetsk en Loehansk. Verder naar het oosten komt men nog door de steden Krasny Loetsj, Antratsyt en Rovenky voordat men de Russische grens bereikt, waar de M04 over gaat in de Russische A-270. Deze A-270 komt na 31 kilometer uit op de M-4 naar Rostov aan de Don en Moskou.
M01 ·
M02 ·
M03 ·
M04 ·
M05 ·
M06 ·
M07 ·
M08 ·
M09 ·
M10 ·
M11 ·
M12 ·
M13 ·
M14 ·
M15 ·
M16 ·
M17 ·
M18 ·
M19 ·
M20 ·
M21 ·
M22 ·
M23 ·
M24 ·
M25 ·
M26 ·
M27 ·
M28 ·
M29 ·
M30
N01 ·
N02 ·
N03 ·
N04 ·
N05 ·
N06 ·
N07 ·
N08 ·
N09 ·
N10 ·
N11 ·
N12 ·
N13 ·
N14 ·
N15 ·
N16 ·
N17 ·
N18 ·
N19 ·
N20 ·
N21 ·
N22 ·
N23 ·
N24 ·
N25 ·
N26 ·
N27 ·
N28 ·
N30 ·
N31 ·
N32 ·
N33